# Tsugaruïta
La tsugaruïta és un mineral de la classe dels sulfurs. Rep el nom de Minami-Tsugaru-gun, al Japó, on es troba la seva localitat tipus.

## Característiques
La tsugaruïta és una sulfosal de fórmula química Pb28As15S50Cl. Va ser aprovada com a espècie vàlida per l'Associació Mineralògica Internacional l'any 1997, sent publicada per primera vegada un any més tard. Cristal·litza en el sistema ortoròmbic. La seva duresa a l'escala de Mohs és 2,5 a 3.
Segons la classificació de Nickel-Strunz, la tsugaruïta pertany a «02.JB: Sulfosals de l'arquetip PbS, derivats de la galena, amb Pb» juntament amb els següents minerals: diaforita, cosalita, freieslebenita, marrita, cannizzarita, wittita, junoïta, neyita, nordströmita, nuffieldita, proudita, weibul·lita, felbertalita, rouxelita, angelaïta, cuproneyita, geocronita, jordanita, kirkiïta, pillaïta, zinkenita, scainiïta, pellouxita, chovanita, aschamalmita, bursaïta, eskimoïta, fizelyita, gustavita, lil·lianita, ourayita, ramdohrita, roshchinita, schirmerita, treasurita, uchucchacuaïta, ustarasita, vikingita, xilingolita, heyrovskýita, andorita IV, gratonita, marrucciïta, vurroïta i arsenquatrandorita.

## Formació i jaciments
Va ser desconerta a la mina Yunosawa, a Ikarigaseki (Aomori, Japó). També ha estat descrita al Vietnam, Malàisia i Rússia.